# Felix Oppenheimer

"Mysa" Marie und Felix von Oppenheimer (ohne Fotograf, ohne Jahr)

Felix Hermann Oppenheimer (geboren 20. Februar 1874 in Wien, Österreich-Ungarn; gestorben 15. November 1938 ebenda) war ein österreichischer Schriftsteller.

## Leben
Felix Oppenheimer war ein Sohn des Großgrundbesitzers, Unternehmers und Politikers Ludwig Freiherr von Oppenheimer (1843–1909) und der Gabriele (genannt Yella) von Todesco (1854–1943). Durch die Erhebung seines Vaters in den erblichen Freiherrnstand hieß er seit 1878 Felix Hermann Freiherr von Oppenheimer, durch das Adelsaufhebungsgesetz hieß er ab 1919 wieder Felix Hermann Oppenheimer. Die Ehe seiner Eltern wurde 1883 geschieden, und er wuchs bei seiner Mutter im Palais Todesco in Wien auf. Dort führte er seinen Freund Hugo von Hofmannsthal in den Salon seiner Großmutter Sophie von Todesco ein.
Von Oppenheimer studierte von 1892 bis 1898 Rechtswissenschaft an der Universität Wien und wurde 1898 promoviert. Bis 1900 ging er auf eine Grand Tour nach Deutschland, England und Frankreich. Freiherr von Oppenheimer konvertierte zum Katholizismus und heiratete im Jahr 1900 „Mysa“ Marie Alexandrine Henriette de Ville Gräfin von Demblin (1876–1969), sie hatten drei Kinder. Von 1901 bis 1904 arbeitete er als Konzeptsbeamter im Arbeitsstatistischen Amt des Handelsministeriums und lebte hernach als Privatier. Ab 1904 war er mit Alfred Freiherr von Berger, Leopold Freiherr Chlumecky und Carl Glossy Herausgeber der Österreichischen Rundschau. Deutsche Zeitschrift für Politik und Kultur und Redakteur für Sozialpolitik und Volkswirtschaft. Das Erscheinen wurde 1924 eingestellt. Freiherr von Oppenheimer wurde Vorsitzender des Aufsichtsrats der Ersten gemeinnützigen Baugesellschaft für Kleinwohnungen.

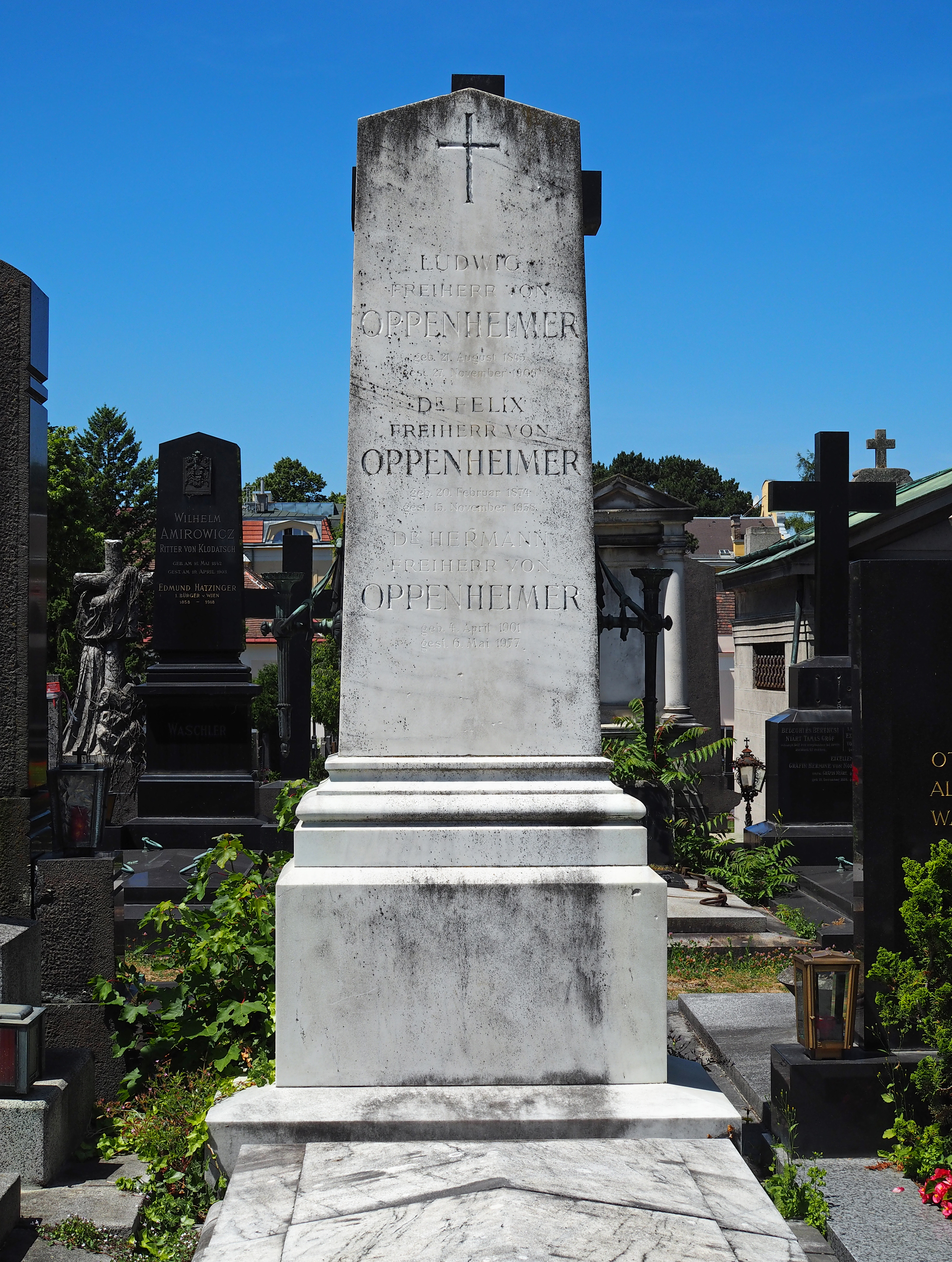
Grabmal Oppenheimers auf dem Hietzinger Friedhof

Als Kunstmäzen war er 1911 Mitgründer des Staatsgalerie-Vereins, der ihn zu seinem Ehrenpräsidenten ernannte. Während des Ersten Weltkriegs leistete er Kriegsdienst, zuletzt im Rang eines Oberleutnants der Reserve. Er organisierte in der Republik Österreich Sonderausstellungen in Wiener Museen, unter anderem 1930 über Maria Theresia von Habsburg im Schloss Schönbrunn, 1933 über Prinz Eugen von Savoyen-Carignan im Schloss Belvedere und 1935 über Franz Joseph I. von Habsburg-Lothringen im Schloss Schönbrunn.
Nach dem Anschluss Österreichs im März 1938 wurde Oppenheimer als Jude diskriminiert und bei den Novemberpogromen 1938 verfolgt. Oppenheimer starb durch Suizid.

## Schriften (Auswahl)
- Die Wohnungsnot und Wohnungsreform in England. Mit besonderer Berücksichtigung der neueren Wohnungsgesetzgebung. Leipzig: Duncker & Humblot, 1900
- Die Wiener Gemeindeverwaltung und der Fall des liberalen Regimes in Staat und Kommune. Wien: Manz, 1905
- Englischer Imperialismus. Wien: Manz, 1905
- Die Beschaffung der Geldmittel für die gemeinnützige Bautätigkeit. Wien: Manz, 1908 (= Schriften der Zentralstelle für Wohnungsreform in Österreich. 4.)
- mit Leopold Simony: Die Tätigkeit der gemeinnützigen Baugesellschaften für Arbeiterwohnhäuser. Wien: Verlag der Baugesellschaft, 1910
- Wiener Kriegsfürsorge. Wien: Fromm, 1914
- Baron Ludwig Oppenheimer. Ein Blatt der Erinnerung von seinem Sohn. Wien: Selbstverlag [1915]
- Aus Aufzeichnungen und Briefen. Wien: Fromme, 1919
- Montaigne. Edmund Burke und die französische Revolution. Francis Bacon. Drei Essays. Wien: Manz, 1928
- Museumsvereine im Ausland. Vortrag gehalten in der Albertina am 3. Dezember 1934. Wien: Verein der Museumsfreunde in Wien 1934
- 25 Jahre Vereinsarbeit für öffentliche Kunstsammlungen. Wien: Neubauer, 1936
- Von der alten deutschen Botschaft in Wien. Erinnerungen und Briefe. Wien: Krey 1938